# Luperus longicornis
Luperus longicornis är en skalbaggsart som först beskrevs av Fabricius 1781.  Luperus longicornis ingår i släktet Luperus, och familjen bladbaggar. Arten är reproducerande i Sverige.

## Bildgalleri

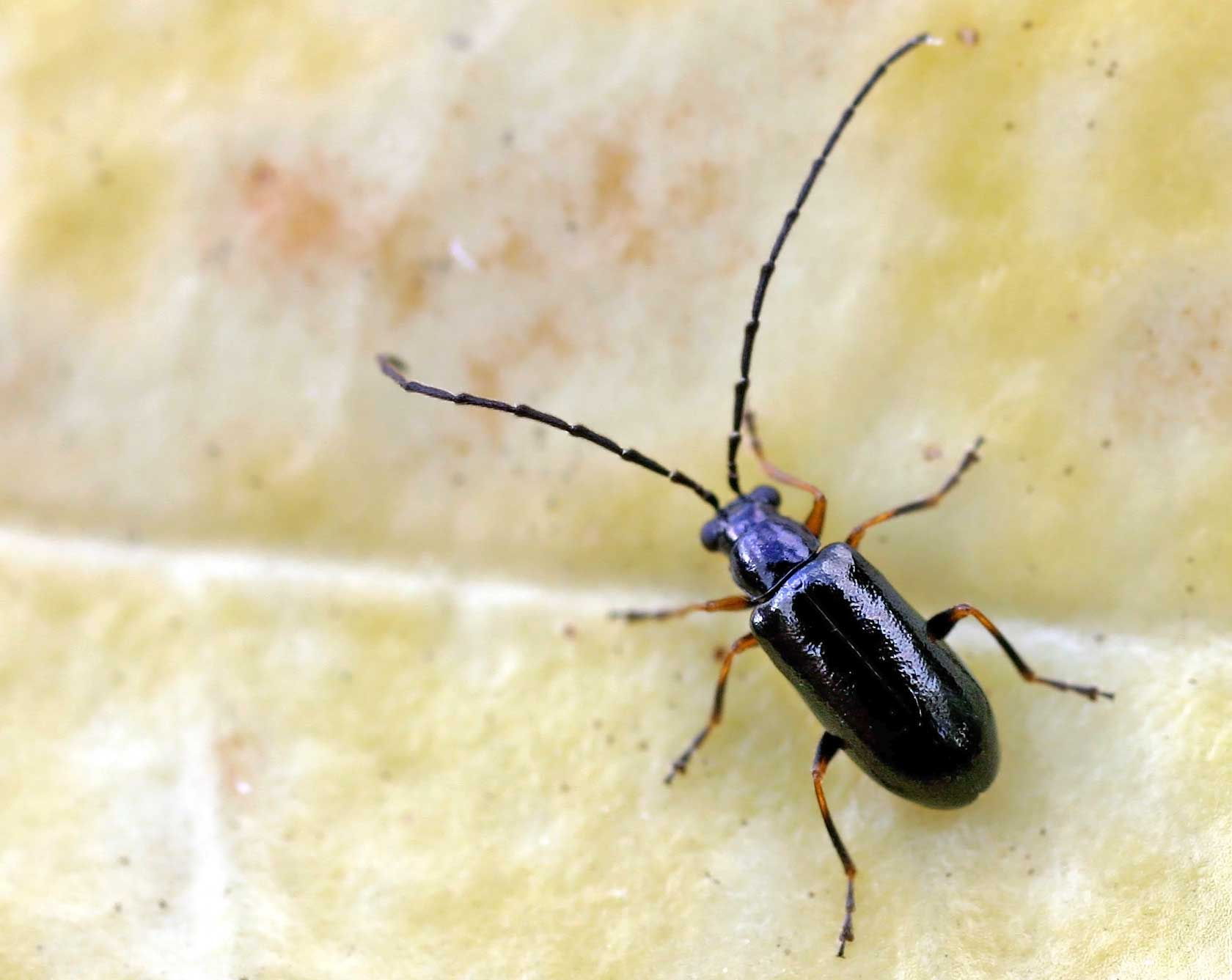
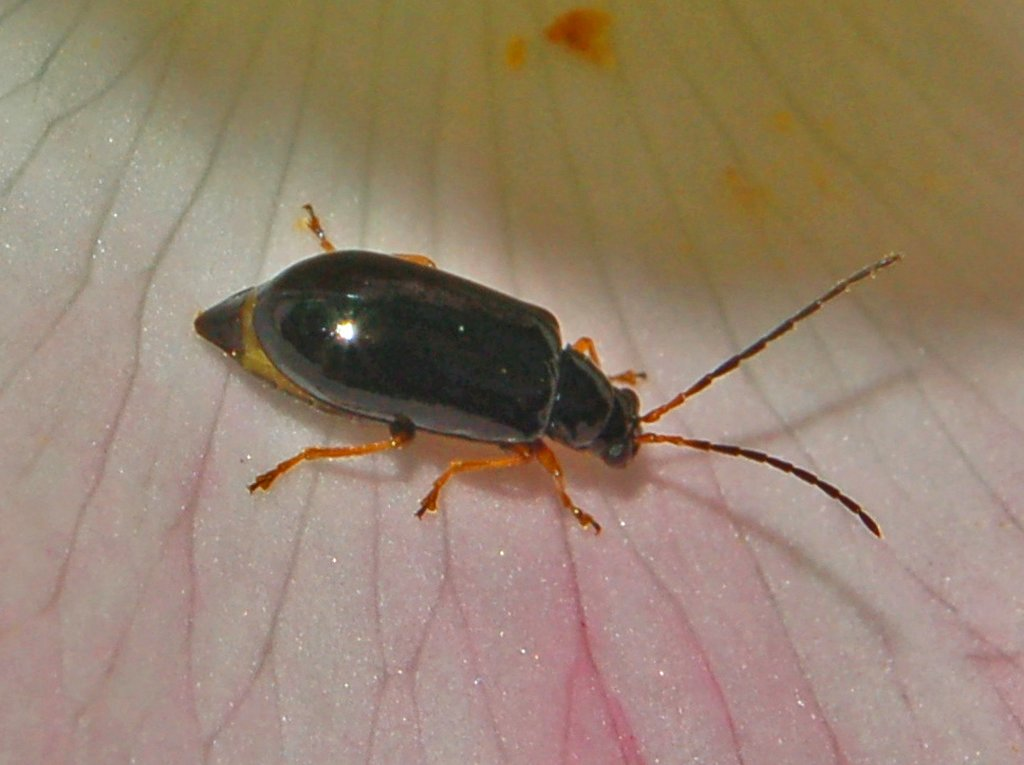
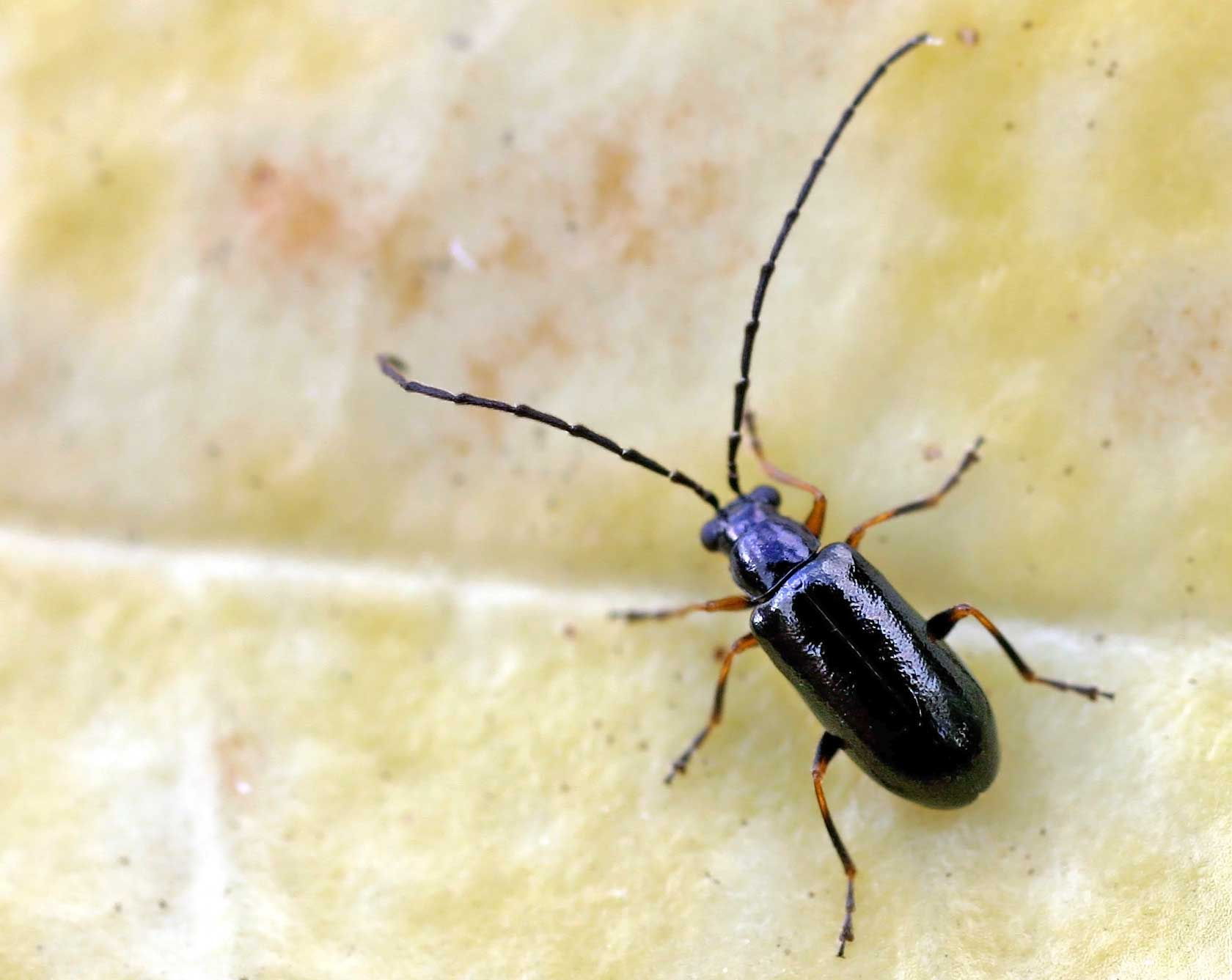
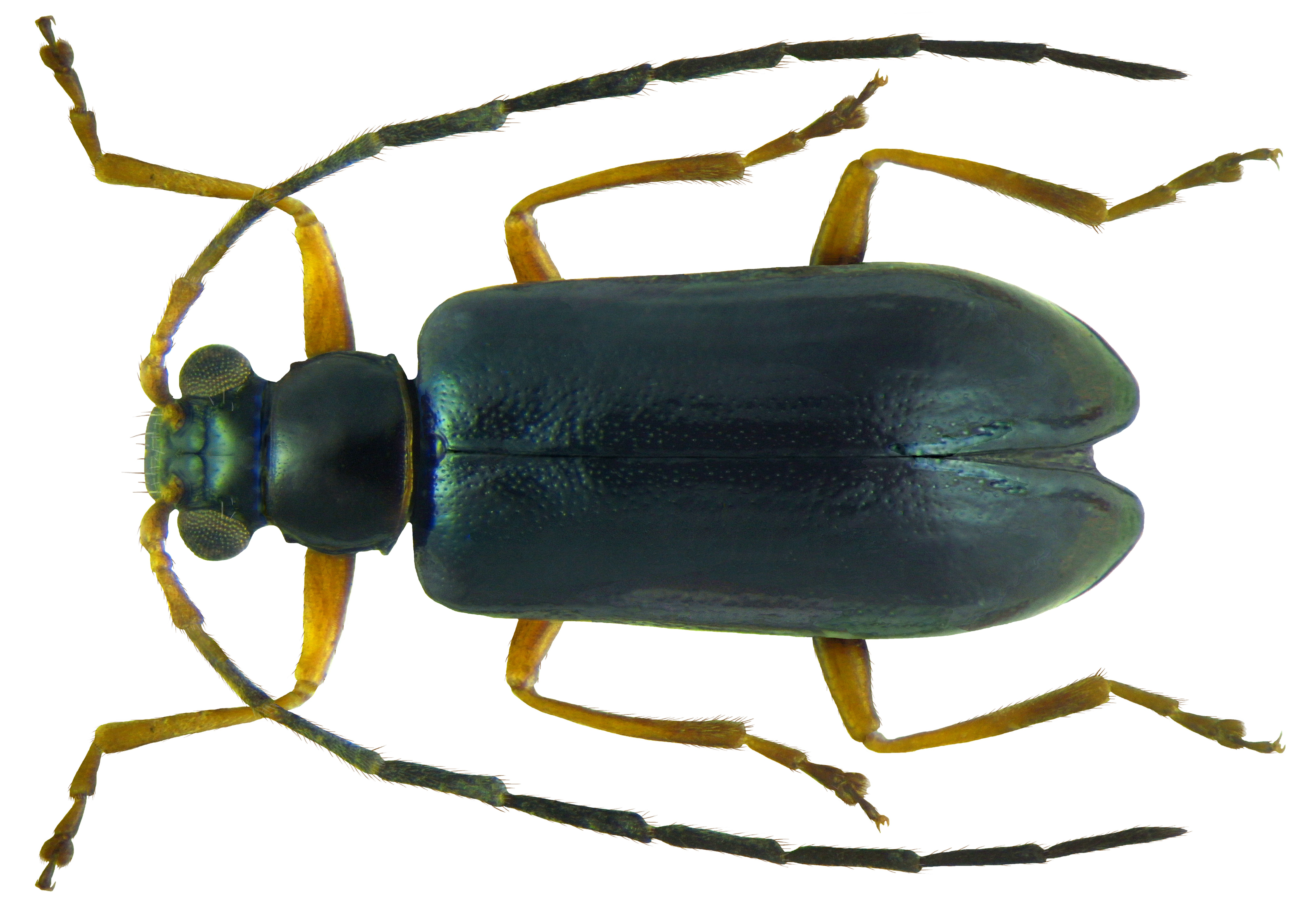